# Stephen M. Young
Stephen M. Young (Norwalk, 1889. május 4. – Washington, 1984. december 1.) az Amerikai Egyesült Államok szenátora.